# Václavy
Václavy è un comune della Repubblica Ceca facente parte del distretto di Rakovník, in Boemia Centrale.